# Return of the Living Dead 3
Return of the Living Dead 3 (br: A Volta dos Mortos Vivos 3 — pt: O Regresso dos Mortos Vivos 3) é a terceira parte de uma série de cinco filmes. O filme se diferencia bastante dos seus predecessores, pois adota uma linha mais dramática e séria, deixou para trás o humor negro presente nos filmes anteriores da série, e tem como base principal uma história de amor. O filme foi dirigido por Brian Yuzna (Beyond Re-Animator) e os efeitos especiais ficaram a cargo da mesma equipe que trabalhou em O Segredo do Abismo (The Abyss).

## Sinopse
Curt (J. Trevor Edmond) e sua namorada Julie (Melinda Clarke) descobrem que a base militar da região está fazendo uma experiência secreta com o gás Trioxin, o mesmo que trouxe os mortos à vida nos filmes anteriores. Quem coordena a pesquisa é o pai de Curt, e a intenção é usar o gás como arma de guerra para que os zumbis devorem os inimigos. Curt, revoltado por não querer acompanhar o pai na sua transferência para a cidade de Oklahoma, resolve fugir com Julie. Na fuga eles sofrem um acidente, e Julie morre. Curt desesperado a leva para a base militar para ressuscitá-la com o gás, e ela se torna uma zumbi faminta por carne humana. Ainda assim, Curt quer mantê-la viva e precisa fugir do exército, que quer capturar a garota, e de uma gangue de latinos com a qual se encrencou.

## Elenco
- Kent McCord como Col. John Reynolds
- James T. Callahan como Col. Peck
- Sarah Douglas como Lt. Col. Sinclair
- Melinda Clarke como Julie Walker
- Abigail Lenz como Mindy
- J. Trevor Edmond como Curt Reynolds
- Jill Andre como Dr. Beers (Chief Scientist)
- Michael Decker como Science technician
- Billy Kane como Waters (Sentry)
- Mike Moroff como Santos
- Julian Scott Urena como Mogo (as Fabio Urena)
- Pía Reyes como Alicia
- Sal Lopez como Felipe
- Dana Lee como Captain Ping
- Ray Downie como Cop #1
- Michael Northern como Squad soldier
- Basil Wallace como Riverman
- Joe Sikorra como Squad leader
- David Wells como Laboratory technician
- Cadaver Epperson como Cadaver
- Anthony Hickox como Dr. Hickox
- Brian Peck como Ballistics technician
- Jimmy Marshall como Cop #2